# Gliese 275.1
Gliese 275.1 (GJ 9235 / HIP 36635) es una estrella en la constelación de Camelopardalis, la jirafa.
Visualmente se localiza 11 minutos de arco al noreste de HD 58425 aunque, siendo su magnitud aparente +10,79, no es observable a simple vista.
Se encuentra, de acuerdo a la reducción de los datos de paralaje de Hipparcos (39,75 ± 2,28 milisegundos de arco), a 82 ± 5 años luz del sistema solar.
Gliese 275.1 es una enana roja de tipo espectral M1.
Mucho más tenue que el Sol, tiene una luminosidad bolométrica —que incluye la luz infrarroja emitida— equivalente al 7,6% de la luminosidad solar.
Es, sin embargo, notablemente más luminosa que otras enanas rojas cercanas al Sol como Próxima Centauri o Ross 154; en concreto es 18 veces más luminosa que esta última.
Tiene una temperatura efectiva de 3512 ± 50 K.
Con un radio equivalente al 87% del radio solar —semejante al de Gliese 803 o Gliese 767 A—, gira sobre sí misma con una velocidad de rotación proyectada de 2,7 km/s, lo que conlleva que su período de rotación no supera los 17,3 días.
Presenta un contenido metálico casi un 50% más elevado que el del Sol, siendo su índice de metalicidad [M/H] = +0,17.